# Herbert Köfer
Herbert Köfer, né le 17 février 1921 à Berlin et mort dans la même ville le 24 juillet 2021,, est un acteur et animateur de télévision allemand.

## Filmographie
- 1963 : Nu parmi les loups
- 1965 : Denk bloß nicht, ich heule (interdit, sorti en 1990) de Frank Vogel
- 1967 : Le Meurtre jamais prescrit (Der Mord, der nie verjährt) de Wolfgang Luderer
- 1972 : L'Homme qui remplaçait la grand-mère (Der Mann, der nach der Oma kam) de Roland Oehme (de)
- 1976 : Nelken in Aspik